# 13e étape du Tour d'Espagne 2011
La 13e étape du Tour d'Espagne 2011 s'est déroulée le vendredi 2 septembre 2011. Sarria est la ville de départ et Ponferrada est la ville d'arrivée. Il s'agit d'une étape de moyenne montagne sur 150 kilomètres.
La victoire d'étape revient au Suisse Michael Albasini (Team High Road) devant l'Italien Eros Capecchi (Liquigas-Cannondale) et l'Espagnol Daniel Moreno (Team Katusha). Le Britannique Bradley Wiggins conserve son maillot rouge de leader pour la troisième journée consécutive.

## Profil de l'étape
Les comarques de Los Ancares Lucenses et de El Bierzo sont concernées par le parcours. C'est la sixième fois que Ponferrada accueille une étape d'arrivée du Tour d'Espagne. Plusieurs cols sont au programme, dont deux dans les 30 premiers kilomètres de course : celui de l'Alto de Folgueiras de Aigas, celui de Los Ancares et celui d'Ocero (troisième catégorie), à vingt kilomètres de l'arrivée.

## Classement de l'étape
|    | Coureur            | Pays                   | Équipe              | Temps | Temps           |
| -- | ------------------ | ---------------------- | ------------------- | ----- | --------------- |
| 1  | Michael Albasini   | Suisse                 | Team HTC-Highroad   | en    | 4 h 19 min 39 s |
| 2  | Eros Capecchi      | Italie                 | Liquigas-Cannondale | +     | m.t.            |
| 3  | Daniel Moreno      | Espagne                | Team Katusha        |       | m.t.            |
| 4  | David de la Fuente | Espagne                | Geox-TMC            |       | m.t.            |
| 5  | Nicolas Roche      | Irlande                | AG2R La Mondiale    |       | m.t.            |
| 6  | Oliver Zaugg       | Suisse                 | Team Leopard-Trek   |       | m.t.            |
| 7  | Ángel Madrazo      | Espagne                | Movistar            |       | m.t.            |
| 8  | David Blanco       | Espagne                | Geox-TMC            |       | m.t.            |
| 9  | Mikel Nieve        | Espagne                | Euskaltel-Euskadi   |       | m.t.            |
| 10 | Marc de Maar       | Antilles néerlandaises | Quick Step          |       | m.t.            |

## Classement général
|     | Coureur            | Pays        | Équipe              |    | Temps            |
| --- | ------------------ | ----------- | ------------------- | -- | ---------------- |
| 1   | Bradley Wiggins    | Royaume-Uni | Team Sky            | en | 51 h 14 min 59 s |
| 2   | Vincenzo Nibali    | Italie      | Liquigas-Cannondale | +  | 4 s              |
| 3   | Christopher Froome | Royaume-Uni | Team Sky            |    | 7 s              |
| 4   | Fredrik Kessiakoff | Suède       | Astana              |    | 9 s              |
| 5   | Jakob Fuglsang     | Danemark    | Team Leopard-Trek   |    | 19 s             |
| 6   | Bauke Mollema      | Pays-Bas    | Rabobank            |    | 36 s             |
| 7   | Maxime Monfort     | Belgique    | Team Leopard-Trek   |    | 1 min 04 s       |
| dsq | Juan José Cobo     | Espagne     | Geox-TMC            |    | 1 min 27 s       |
| 9   | Daniel Moreno      | Espagne     | Team Katusha        |    | 1 min 52 s       |
| 10  | Haimar Zubeldia    | Espagne     | Team RadioShack     |    | 1 min 53 s       |

## Classements annexes

### Classement par points
|   | Cycliste          | Pays      | Équipe              | Points |
| - | ----------------- | --------- | ------------------- | ------ |
| 1 | Joaquim Rodríguez | Espagne   | Team Katusha        | 81     |
| 2 | Peter Sagan       | Slovaquie | Liquigas-Cannondale | 75     |
| 3 | Bauke Mollema     | Pays-Bas  | Rabobank            | 69     |

### Classement du meilleur grimpeur
|   | Cycliste         | Pays    | Équipe           | Points |
| - | ---------------- | ------- | ---------------- | ------ |
| 1 | David Moncoutié  | France  | Cofidis          | 50     |
| 2 | Matteo Montaguti | Italie  | AG2R La Mondiale | 38     |
| 3 | Daniel Moreno    | Espagne | Team Katusha     | 32     |

### Classement du combiné
|   | Cycliste      | Pays     | Équipe         | Points |
| - | ------------- | -------- | -------------- | ------ |
| 1 | Daniel Moreno | Espagne  | Team Katusha   | 16     |
| 2 | Bauke Mollema | Pays-Bas | Rabobank       | 18     |
| 3 | Dan Martin    | Irlande  | Garmin-Cervélo | 32     |

### Classement par équipes
|   | Équipe            | Pays       | Temps | Temps             |
| - | ----------------- | ---------- | ----- | ----------------- |
| 1 | Team RadioShack   | États-Unis | en    | 153 h 13 min 53 s |
| 2 | Team Leopard-Trek | Luxembourg | +     | 45 s              |
| 3 | Geox-TMC          | Espagne    |       | 1 min 2 s         |

## Abandons
- Marcel Kittel (Skil-Shimano) : non-partant
- Andreas Klöden (Team RadioShack) : abandon
- Taylor Phinney (BMC Racing) : abandon